# Pistolet maszynowy dywersyjny
Pistolet maszynowy dywersyjny (pmd) - projekt polskiego pistoletu maszynowego przeznaczonego do działań specjalnych.
Na przełomie 1938 i 1939 roku w ramach przygotowywanych w Sztabie Głównym Wojska Polskiego planu operacyjnego wojny z III Rzeszą pojawiła się koncepcja użycia na zapleczu wojsk niemieckich odpowiednio wyszkolonych i wyposażonych oddziałów dywersyjnych. W 1939 roku rozpoczęto prace konstrukcyjne nad uzbrojeniem i wyposażeniem dla żołnierzy tych grup.
Wśród projektowanego sprzętu znalazł się pistolet maszynowy. W Centralnym Archiwum Wojskowym zachował się dokument z 24 lutego 1939 roku zawierający założenia konstrukcyjne tej broni. Dokument opracowany w Instytucie Techniki Uzbrojenia zakładał, że pistolet maszynowy dywersyjny będzie:
- łatwy do przenoszenia (także w ukryciu pod ubraniem).
- niezawodny.
- celny.
- miał duży zasięg strzału.

W połowie 1939 roku pojawiła się także koncepcja uzbrojenia w pmd załóg pojazdów pancernych.
Według planów prototyp pmd miał być gotowy w pod koniec listopada 1939 roku.